# 국제 관계 (1648년-1814년)

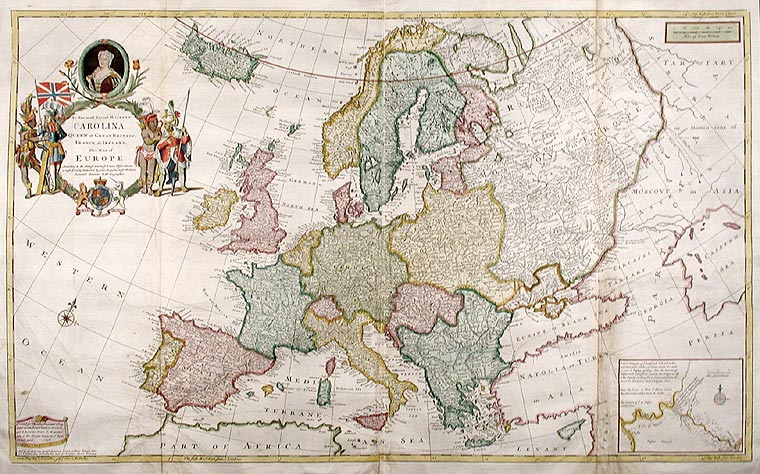
1648년의 베스트팔렌 조약 이후 유럽의 국경은 대체로 안정되었다. 헤르만 몰(Herman Mol)의 1708년 지도.

국제 관계 (1648년-1814년)(영어: international relations (1648-1814))는 베스트팔렌 조약에서부터 빈 회의에 이르기까지 외교, 전쟁, 이주 및 문화적 상호작용에 중점을 두고 다른 대륙뿐만 아니라 유럽 국가들의 주요 상호작용에 대해서 다룬다.

## 같이 보기
- 국제 관계
- 국제 관계 (1814년-1919년)
- 국제 관계 (1919년-1939년)
- 국제 관계 (1989년 이후)